# معجم أمنموبي
معجم أمنموبي أو معجم أمنمؤبي هو نص مصري قديم من أواخر الأسرة العشرين إلى الأسرة الثانية والعشرين. ينتمي إلى تقليد بدأ في المملكة الوسطى، ويشمل معجم الرامسيوم الذي يعود إلى نهاية الأسرة العشرين، ليس قبل حكم رمسيس التاسع (حكم بين 1129-1111 قبل الميلاد). تُعرف تسع نسخ من الوثيقة، والتي تعتبر نسخة غولينيتشيف الأكثر اكتمالاً. إنه تصنيف إداري/أدبي يحتوي على 610 كيانات منظمة بشكل هرمي، بدلاً من قائمة كلمات (معجم). يُعرف النص من عشرة أجزاء بما في ذلك نسخ على بردية، ولوح، وجلد، وفخار.

## الاكتشاف
تم اكتشاف أول نسخة من معجم أمنموبي في عام 1890 في الحيبة، مصر. تم شراؤها لاحقًا في عام 1891 في القاهرة بواسطة فلاديمير غولينيشيف، عالم المصريات الروسي. وُجدت في جرة مع تقرير ون آمون وقصة البؤس.

تم العثور على نسخة جزئية على الجانب الخلفي من بردية EA10474 المتاحة في المتحف البريطاني. تم تحليلها من قبل هيربين.

## المحتوى
يبدأ النص بالعنوان التمهيدي التالي، الذي يحدد محتوياته الموسوعية:
| معجم أمنموبي | بداية التعليم لتصفية الذهن، لتعليم الجاهل ولتعلم كل الأشياء الموجودة: ما خلقه بتاح، ما نسخه تحوت، السماء بما فيها من أمور، الأرض وما فيها، ما تلفظه الجبال، ما يسقيه الفيضان، كل الأشياء التي أضاء عليها رع (الشمس)، كل ما نبت على ظهر الأرض، تم التفكير فيه من قبل كاتب الكتب المقدسة في بيت الحياة، أمنموبي، ابن أمنموبي. قال:— | معجم أمنموبي |

يتبع ذلك سلسلة من 610 كيانًا فرديًا موزعة على عدد من الفئات المستقلة. جادل العلماء بأن "درجة النظام" في النص "يمكن المبالغة فيها" ولكن تُستخدم العناوين طوال النص للإشارة إلى التقسيمات. قام عالم المصريات آلان جاردينر بتلخيص المحتويات كما يلي:
1. العنوان التمهيدي
2. السماء، الماء، الأرض (1-62)
3. الأشخاص، المحاكم، المكاتب، المهن (63-229)
4. الطبقات، القبائل، وأنواع البشر (230-312)
5. مدن مصر (313-419)
6. المباني، أجزاؤها، وأنواع الأراضي (420-473)
7. الأراضي الزراعية، الحبوب ومنتجاتها (474-555)
8. المشروبات (556-578)
9. أجزاء الثور وأنواع اللحوم (579-610)

## الأهمية
يعتبر معجم أمنموبي مصدرًا هامًا للعلماء الذين يدرسون الحياة المصرية القديمة، الإدارة الملكية والبلاط، والكهنوت، تاريخ شعوب البحر، الجغرافيا والتنظيم السياسي للشرق الأدنى خلال أواخر المملكة الحديثة وفترة الانتقال الثالثة، الدراسات التوراتية المبكرة، إلخ.